# Anna Włodarczyk
Anna Bożena Włodarczyk (Zielona Góra, 24 marzo 1951) è un'ex lunghista polacca.

## Palmarès

### Europei indoor
- 1 medaglia:
  - 1 oro (Sindelfingen 1980)

### Coppa del mondo
- 1 medaglia:
  - 1 bronzo (Roma 1981)